# Traktat Jaya

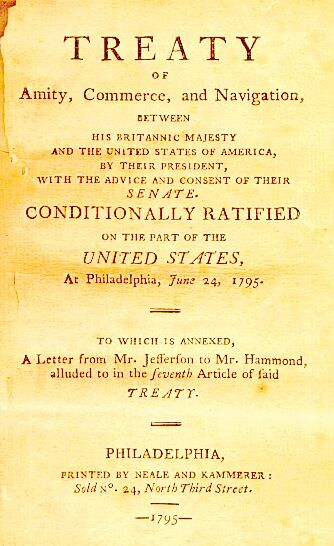
Traktat Jaya

Traktat Jaya (ang. The Jay Treaty), znany także jako Traktat Londyński (ang. Treaty of London) – traktat zawarty w Londynie pomiędzy Wielką Brytanią a Stanami Zjednoczonymi 19 listopada 1794 roku.
Traktat regulował część spornych spraw, jakie pozostały po zakończeniu rewolucji amerykańskiej. Traktat postanawiał, że:
- Brytyjczycy zakończą okupację niektórych fortów, które miały należeć do USA, między innymi Fort Detroit (co zostało urzeczywistnione w 1796),
- Wypłatę rekompensaty dla amerykańskich armatorów za straty poniesione przez nich w wyniku wojny w wysokości ponad 10 milionów dolarów,
- Stany Zjednoczone zobowiązywały się spłacić brytyjskie długi zaciągnięte przed wojną, opiewające na sumaryczną kwotę 600 tys. funtów,
- Powołano dwie komisje mające ustalić granicę pomiędzy Kanadą a USA. Komisja pracująca nad granicą północno-wschodnią zdołała ją wytyczyć w oparciu o bieg rzeki Saint Croix. Komisja mająca ustalić granicę północno-zachodnią nigdy nie powstała,
- Amerykanie nadali Wielkiej Brytanii klauzulę największego uprzywilejowania,
- Dano Indianom prawo wolnego przemieszczania się oraz handlu pomiędzy USA i Kanadą.

Nie osiągnięto porozumienia w sprawie:
- odszkodowania za mienia skonfiskowane w USA lojalistom,
- wolnego handlu pomiędzy USA a brytyjskimi koloniami na Karaibach.

Założenia do traktatu zostały naszkicowane przez Aleksandra Hamiltona przy pewnym udziale Waszyngtona, a został on wynegocjowany przez Johna Jaya. Jay poczynił liczne ustępstwa, co wzburzyło amerykańską opinię publiczną. Ze strony brytyjskiej traktat podpisał minister spraw zagranicznych William Grenville.
Brytyjski ambasador w USA George Hammond musiał opuścić ten kraj z powodu niepopularności traktatu.
Senat Stanów Zjednoczonych 24 czerwca 1795 warunkowo dozwolił na ratyfikację 20 głosami przeciw 10, z trudem osiągając wymagane 2/3 głosów, o których mówi Konstytucja USA w art. 2 § 2 akapit 2. Prezydent ratyfikował układ 14 sierpnia 1795. Dokumenty ratyfikacyjne wymieniono w Londynie 28 października 1795 r. Izba Reprezentantów po burzliwych obradach trwających od 14 kwietnia 1796 niewielką większością 51 głosów przeciw 48 w głosowaniu 30 kwietnia 1796 wyraziła zgodę na wydatkowanie funduszy federalnych w celu realizacji traktatu.
Niedoskonałości i przemilczenia Traktatu doprowadziły do wojny roku 1812. Traktat Jaya stracił ważność wraz z zawarciem traktatu gandawskiego.